# Sebastián Cardozo
Sebastián Cardozo Coitinho (Montevideo, Uruguay, 9 de septiembre de 1995) es un futbolista uruguayo que juega de defensa central y su actual club es el Fútbol Club Motagua de la Liga Nacional de Honduras.

## Trayectoria
Debutó en la Primera División uruguaya el 3 de mayo de 2015 durante un encuentro que el Racing de Montevideo perdió 1-4 ante el Rentistas, por la undécima fecha de la temporada 2014-15. 
En junio de 2023, fue cedido a préstamo a Coquimbo Unido de la Primera División chilena, por el segundo semestre de la temporada 2023.
En agosto de 2024, fue presentado oficialmente como jugador del Futbol Club Motagua de la Liga Nacional de Honduras.

## Estadísticas

### Clubes
Actualizado al último partido jugado el 21 de julio de 2024.
| Club                               | Temporada           | Div.                | Liga  | Liga  | Copas nacionales | Copas nacionales | Torneos internacionales | Torneos internacionales | Total | Total |
| Club                               | Temporada           | Div.                | Part. | Goles | Part.            | Goles            | Part.                   | Goles                   | Part. | Goles |
| ---------------------------------- | ------------------- | ------------------- | ----- | ----- | ---------------- | ---------------- | ----------------------- | ----------------------- | ----- | ----- |
| Racing · Uruguay                   | 2014-15             | 1.ª                 | 5     | 0     | -                | -                | -                       | -                       | 5     | 0     |
| Racing · Uruguay                   | 2015-16             | 1.ª                 | 3     | 0     | -                | -                | -                       | -                       | 3     | 0     |
| Racing · Uruguay                   | 2016                | 1.ª                 | 0     | 0     | -                | -                | -                       | -                       | 0     | 0     |
| Racing · Uruguay                   | 2017                | 1.ª                 | 0     | 0     | -                | -                | -                       | -                       | 0     | 0     |
| Racing · Uruguay                   | Total               | Total               | 8     | 0     | 0                | 0                | 0                       | 0                       | 8     | 0     |
| Villa Teresa · Uruguay             | 2017                | 2.ª                 | 18    | 2     | -                | -                | -                       | -                       | 18    | 2     |
| Villa Teresa · Uruguay             | Total               | Total               | 18    | 2     | 0                | 0                | 0                       | 0                       | 18    | 2     |
| Albion · Uruguay                   | 2018                | 2.ª                 | 10    | 1     | -                | -                | -                       | -                       | 10    | 1     |
| Albion · Uruguay                   | Total               | Total               | 10    | 1     | 0                | 0                | 0                       | 0                       | 10    | 1     |
| Inter de Playa del Carmen · México | 2018-19             | 3.ª                 | 14    | 1     | -                | -                | -                       | -                       | 14    | 1     |
| Inter de Playa del Carmen · México | Total               | Total               | 14    | 1     | 0                | 0                | 0                       | 0                       | 14    | 1     |
| Glacis United Gibraltar            | 2019-20             | 1.ª                 | 3     | 0     | 0                | 0                | -                       | -                       | 3     | 0     |
| Glacis United Gibraltar            | Total               | Total               | 3     | 0     | 0                | 0                | 0                       | 0                       | 3     | 0     |
| Cerrito · Uruguay                  | 2020                | 2.ª                 | 7     | 0     | -                | -                | -                       | -                       | 7     | 0     |
| Cerrito · Uruguay                  | 2021                | 1.ª                 | 0     | 0     | -                | -                | -                       | -                       | 0     | 0     |
| Cerrito · Uruguay                  | Total               | Total               | 7     | 0     | 0                | 0                | 0                       | 0                       | 7     | 0     |
| La Luz · Uruguay                   | 2022                | 2.ª                 | 26    | 1     | 2                | 0                | -                       | -                       | 28    | 1     |
| La Luz · Uruguay                   | 2023                | 1.ª                 | 11    | 0     | -                | -                | -                       | -                       | 11    | 0     |
| La Luz · Uruguay                   | Total               | Total               | 37    | 1     | 0                | 0                | 0                       | 0                       | 39    | 1     |
| Coquimbo Unido · Chile             | 2023                | 1.ª                 | 11    | 0     | -                | -                | -                       | -                       | 11    | 0     |
| Coquimbo Unido · Chile             | Total               | Total               | 11    | 0     | 0                | 0                | 0                       | 0                       | 11    | 0     |
| Progreso · Uruguay                 | 2024                | 1.ª                 | 16    | 1     | -                | -                | -                       | -                       | 16    | 1     |
| Progreso · Uruguay                 | Total               | Total               | 16    | 1     | 0                | 0                | 0                       | 0                       | 16    | 1     |
| Motagua Honduras                   | 2024-25             | 1.ª                 | 34    | 2     | -                | -                | 6                       | 0                       | 40    | 2     |
| Motagua Honduras                   | Total               | Total               | 34    | 2     | 0                | 0                | 6                       | 0                       | 40    | 2     |
| Total en su carrera                | Total en su carrera | Total en su carrera | 158   | 8     | 2                | 0                | 6                       | 0                       | 266   | 8     |